# Kojo Annan
Kojo Adeyemo Annan (nacido el 25 de julio de 1973) es un empresario suizo-ghanés, hijo del ex-secretario general de la ONU, Kofi Annan.

## Primeros años y educación
Kojo Annan nació en Ginebra, Suiza, el 25 de julio de 1973.
Kojo Annan y su hermana, Ama Annan, son hijos del matrimonio entre Kofi Annan y Titi Alakija. La pareja se separó cuándo Kojo tenía seis años y se divorció dos años más tarde. Después de que sus padres se separaran, Kojo continuó viviendo con su padre, a la vez que pasaba las vacaciones con su madre y su hermana. Kojo Annan es un nieto por parte de madre del político nigeriano Adeyemo Alakija.
Kojo Annan creció en Gales, Reino Unido, donde realizó estudios de primaria en la Rydal Preparatory School, y más tarde se desplazó a la región de Inglaterra del mismo país, donde llevó a cabo sus estudios universitarios. Parte de su etapa educativa la realizó en Suiza.

## Vida profesional
De 1995 a 1997, Kojo Annan trabajó en África Occidental  para la compañía suiza de inspección y análisis Cotecna, como asesor de marketing.
En septiembre de 1998, Kojo Annan conoció a jefes de Estado y ministros de gobierno de varios países durante la sesión de apertura de la Asamblea General de la ONU. En diciembre, su empresa fue elegida para recibir una cantidad de 4,8 millones de dólares en concepto de subvención bajo el programa Petróleo por Alimentos de esta organización.
Posteriormente, Kojo Annan y la empresa Cotecna fueron investigados por un delito de tráfico de influencias relacionado con el programa. Tanto la empresa como el propio Kojo negaron la implicación de este en el escándalo. Kojo Annan También afirmó que su contacto con Cotecna terminó en el 1998; sin embargo, Kojo continuó recibiendo pagos por parte de la compañía hasta febrero de 2004.
El segundo informe interno por parte del comité de investigación independiente de la ONU concluyó en marzo de 2015 que Cotecna consiguió la adjudicación de forma legal y basada en méritos. El comité afirmó que no había ningún vínculo entre Kojo y el contrato de Coctena. No obstante, en junio de ese mismo año, se abrieron nuevas causas contra Kojo bajo el marco de la misma investigación.
El 13 de diciembre de 2004, Kojo Annan afirmó que la acusación de formar parte del escándalo por parte de los EE. UU. se debía a "una caza de brujas desde el primer día, parte de una estrategia política del Partido Republicano." En enero del 2005, un artículo de The Sunday Times reveló que el propio Kojo había confesado su implicación en el escándalo, aunque esta afirmación fue corregida posteriormente.
En abril de 2016, Kojo apareció en la lista de evasores fiscales revelada por el Süddeutsche Zeitung conocida como los Papeles de Panamá, revelando la presencia de cuentas extranjeras a su nombre ligadas a sociedades ficticias en el estado de Panamá.

## Vida personal
En marzo del 2014, Kojo Annan se casó con Shanthi Wilkinson.
Tiene dos hijos, nacidos en 2015 y 2018.